# Monumento a la batalla de Bennington
El Monumento a la batalla de Bennington tiene es un obelisco de piedra ubicado en 15 Monument Circle, en Bennington, en el estado de Vermont (Estados Unidos). Mide  93,3 m de altura y conmemora la batalla de Bennington durante la Guerra de Independencia de los Estados Unidos.
En esa batalla, que se libró el 16 de agosto de 1777, el general de brigada John Stark y 1400 hombres de Nuevo Hampshire, ayudados por los coroneles Warner y Herrick de Vermont, Simonds de Massachusetts y Moses Nichols de Nuevo Hampshire, derrotaron a dos destacamentos del general John Burgoyne del ejército británico, que buscaba capturar un almacén de armas y alimentos mantenido donde ahora se encuentra el monumento. Si bien la batalla se denomina de Bennington, en realidad ocurrió a unas 16 km de distancia, en Walloomsac; el campo de batalla de Bennington, un hito histórico nacional, se encuentra completamente dentro del estado de Nueva York.
En 1877, una sociedad histórica local comenzó a planificar un monumento para el centenario del enfrentamiento y consideró muchos diseños. Uno que requería una esbelta columna de piedra de solo 30 m de altura se exhibió durante la celebración del centenario de la batalla, a la que asistió el presidente Rutherford B. Hayes. El comité finalmente aceptó el diseño de J. Phillip Rinn con algunos cambios. La piedra angular del monumento se colocó en 1887 y se completó en noviembre de 1889 a un costo total de 112 000 dólares (incluido el sitio). Está construido con Sandy Hill Dolomite de las actuales Hudson Falls, una piedra caliza de magnesio azul grisáceo que contiene numerosos fósiles. Las ceremonias de dedicación se retrasaron hasta 1891, cuando el presidente Benjamin Harrison asistió a las ceremonias y celebró una recepción en el cercano Walloomsac Inn. Hoy, el Monumento a la batalla de Bennington es un Sitio Histórico del Estado de Vermont.
Desde su nivel de observatorio a 61 m, al que se puede llegar en ascensor (pero no por las escaleras 417, que están cerradas), se puede ver Vermont junto con Massachusetts y Nueva York. Una tetera capturada del campamento del general Burgoyne en Saratoga es visible en el monumento junto con un diorama del segundo enfrentamiento e información sobre cómo se construyó el monumento. Las estatuas de John Stark ("Vive libre o muere"), Seth Warner y otros notables adornan los terrenos.
El monumento, mientras que 16 km del campo de batalla relevante, se encuentra muy cerca de lo que alguna vez fue el sitio de Catamount Tavern, donde Ethan Allen y los Green Mountain Boys planearon la captura del Fuerte Ticonderoga en 1775.

## Galería

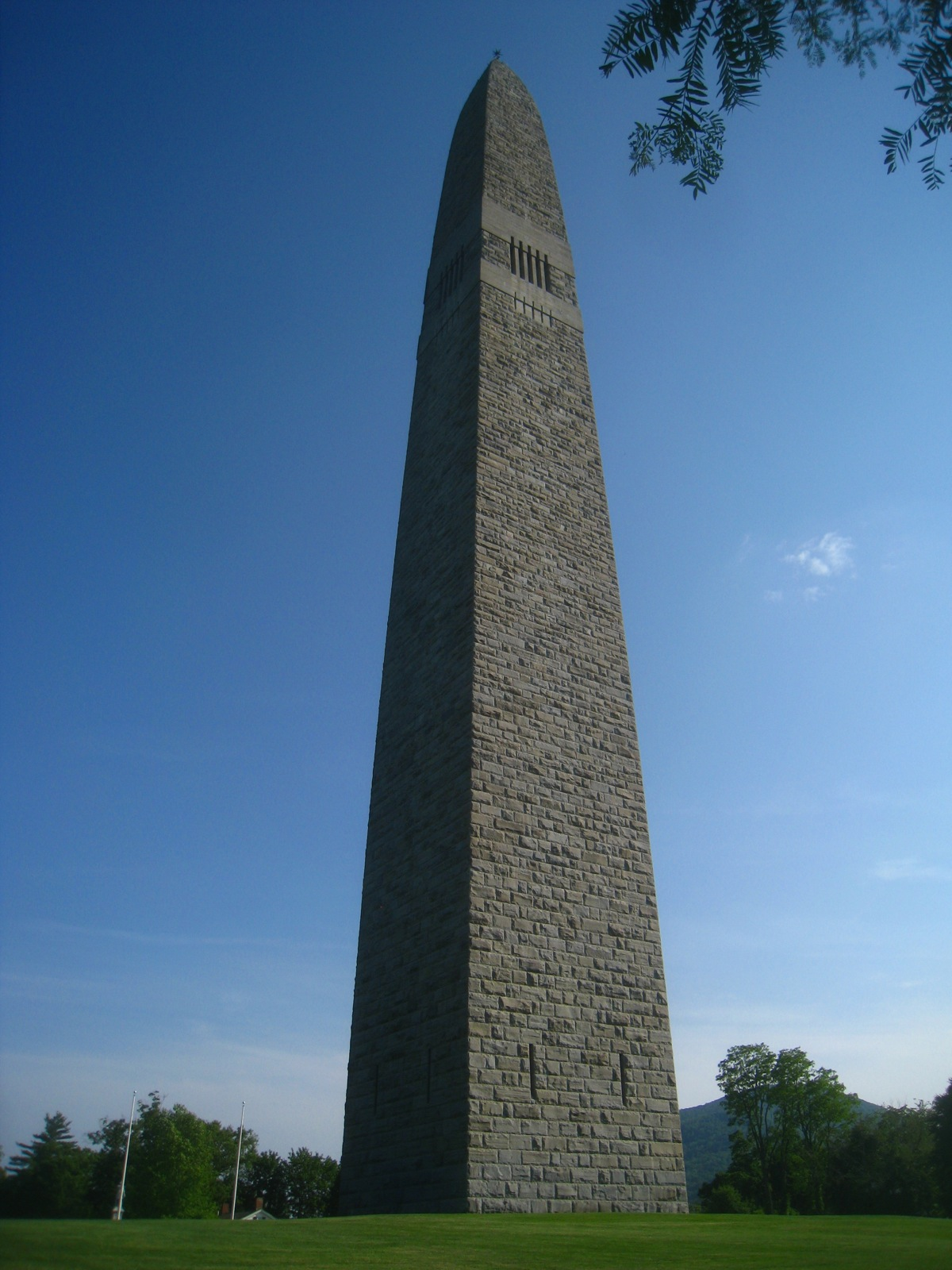
Vista desde la base
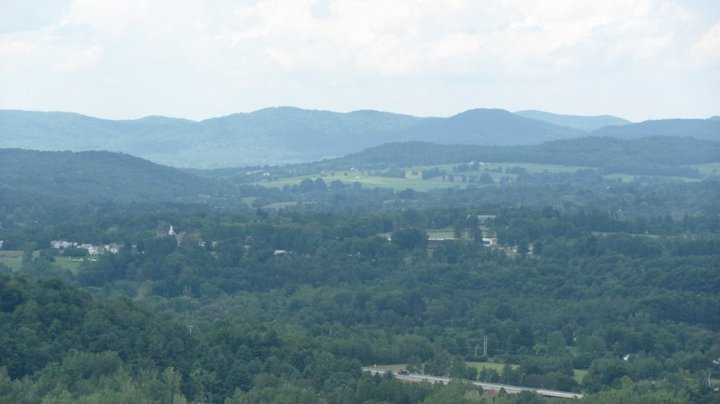
Vista de Green Mountains dese el mirador
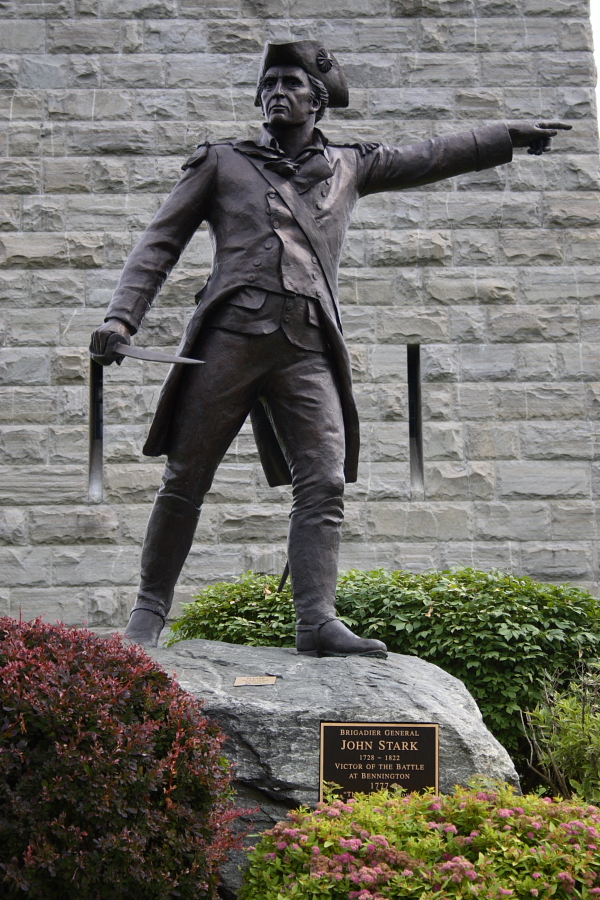
Estatua de John Stark